# Morgan Paull
Morgan Paull (15. prosince 1944 USA – 17. července 2012 Ashland, Oregon, USA) byl americký herec. Svou první větší roli si zahrál ve filmu Generál Patton z roku 1970. V roce 1982 si zahrál na začátku filmu Blade Runner. V roce 1984 hrál ve filmu Surf II a v roce 1989 ve filmu Zmrzlý na kost. Zemřel na rakovinu žaludku ve věku 67 let.